# Lispocephala tridentata
Lispocephala tridentata är en tvåvingeart som beskrevs av Hardy 1981. Lispocephala tridentata ingår i släktet Lispocephala och familjen husflugor. Inga underarter finns listade i Catalogue of Life.